# MegaMan NT Warrior
A MegaMan NT Warrior (japán nevén Rockman.EXE (ロックマンエグゼ Rokkuman Eguze)) japán anime, amely eredetileg a MegaMan Battle Network GameBoy Advance játékok alapján készült, amiket a CAPCOM nevű japán játékcég készített 2001-től 2006-ig. Összesen öt animesorozat készült: először a Rockman.EXE, melyet Magyarországon is vetítettek többek között az egykori A+, illetve az RTL Klub csatornákon, azonban csak az amerikaiak által módosított változatot, melynek a MegaMan NT Warrior címet adták. Ezt követte a MegaMan NT Warrior: Axess (eredetileg Rockman.EXE Axess (ロックマンエグゼAXESS Rokkuman Eguze Akusesu)), a Rockman.EXE Stream (ロックマンエグゼStream Rokkuman Eguze Sutoriimu), a Rockman.EXE Beast (ロックマンエグゼBEAST Rokkuman Eguze Biisuto) és a Rockman.EXE Beast+ (ロックマンエグゼBEAST+ Rokkuman Eguze Biisutopurasu).
2005. március 12-én vetítették le a japán mozikban az anime egyetlen mozifilmjét, amely a Gekijouban Rockman.EXE: Hikari to Yami no PROGRAM (劇場版ロックマンエグゼ 光と闇の遺産[プログラム] Gekijouban Rokkuman Eguze Hikari to Yami no Puroguramu) címet kapta. A mozifilm később DVD-n is megjelent egy másik mozifilmmel, a Gekijouban Duel Masters: Curse of the Deathphoenix-szel együtt 2005. szeptember 21-én.

## Rockman.EXE
Az animét 2002. március 4-től 2003. március 31-ig sugározták Japánban, amely összesen 56 részt élt meg. Később az USA-ban a Viz Media is licencelte MegaMan NT Warrior címmel, melyből 52 részt sugároztak az országban. Ezt az amerikaiak által megvágott változatot vásárolta meg Magyarország.
Itt ismerkedhetünk meg Lan Hikarival (JPN: 光熱斗 Hikari Netto), aki egy tipikus elalvós, sokat evő srác, nem mellesleg egy ötödik osztályos tanuló az Akihara-chói Általános Iskolában. Barátai közé tartozik többek között osztálytársai, Maylu Sakurai (JPN: 桜井メイル Sakurai Meiru), Dex Ogreon (JPN: 大山デカオ Ōyama Dekao) és Yai Ayano (JPN: 綾小路やいと Ayanokouji Yaito), valamint egy évfolyamtársa, Tory Froid (JPN: 氷川透 Hikawa Tōru). Navijeik sorrendben: Roll (JPN: ロール Rōru), Gutsman (JPN: ガッツマン Gattsuman), Suhanc (JPN: Glyde (グライド Guraido)), illetve Iceman (JPN: アイスマン Aisuman). Még mielőtt megkezdődne a Nemzetközi NetHarc Bajnokság, az N1 Grand Prix, Lan összefut egyik legnagyobb riválisával, Chaud Blaze-zel (JPN: 伊集院炎山 Ijūin Enzan), akinek NetNavije Protoman (JPN: Blues (ブルース Burūsu))
Dex már sokadszorra győzi le Lant NetHarcban saját NetNavijével, Gutsmannel, míg Lannek csak egy átlagos Navije van. Miután főhősünk hazaér, az anyja (JPN: 光はる香 Hikari Haruka) közli vele, hogy kapott egy levelet apjától, Yuichiro Hikaritól (JPN: 光祐一朗 Hikari Yūichirō), aki egy híres tudós és kalandor. A levélben Lan egy CD-t talál, melynek tartalmát gyorsan feltelepíti a PET-jére, de saját észrevétele alapján nem történik semmi. A csoda akkor történik meg, mikor főhősünk alszik. Miután sikeresen felébresztik, a fiú egy teljesen új Navit talál a PET-jében. Az ő neve Megaman, avagy Rockman.EXE (JPN: ロックマンエグゼ Rokkuman Eguze). Hamar összebarátkozik a páros, és legyen akárki az ellenfelük NetHarcban, könnyen elbánnak velük.
Ám nem ilyen felhőtlen az élet a városban: ugyanis egy bűnügyi szervezet, a Harmadik Világ (eredetileg WWW, avagy World Three) működik Mr. Wily (JPN: Dr. Wily (Dr.ワイリー Dokutā Wairi)) vezetésével, aki a hálózatot felhasználva sok alkalommal zűrzavart kelt. A Harmadik Világ tagjai megjelenési sorrendben: Gyufafej (JPN: 火野ケンイチ Hino Ken'ichi), Zap báró (JPN: Elec báró (エレキ伯爵 Ereki Hakushaku), Maddy (JPN: 色綾まどい Iroaya Madoi) és végül egy indiai származású férfi, Yahoot (JPN: マハ・ジャラマ Maha Jarama). Természetesen NetNavikkel is rendelkeznek, ők Torchman (JPN: Fireman (ファイアマン Faiaman)), Elecman (JPN: エレキマン Erekiman), Wackoman (JPN: Coloredman (カラードマン Karādoman)) és Mágus (JPN: Magicman (マジックマン Majikkuman)). Lan és Megaman úgy döntenek, szembeszállnak ezzel a szervezettel, amit a Harmadik Világ nem néz jó szemmel, így célul tűzi ki Megaman kitörlését. Ám Mr. Wily fő célja nem ez, hanem hogy megtalálja a tökéletes NetNavit, mellyel uralkodhat a Földön.

## Rockman.EXE Axess
A Rockman.EXE Axess című animét 2003. október 4. és 2004. szeptember 25. között adták le Japánban. Főszereplőink ismét Hikari Netto és NetNavije, Rockman. Netto apja feltalálta a Szinkron Chipet, ami megengedi, hogy egy Dimenziós Területen belül az irányító és a NetNavi egyesüljön. Az első részben le is tesztelik az új chipet, ám a tesztre megkért ember elvesztette fizikai erejét, ezért Yuuichiro veszélyesnek nyilvánította a chipet. Azonban Netto szükségét érezte a Szinkron Chip használatát, mikor a Nebula (a Gospel, vagyis a Sírkert helyébe belépő új ellenség) Dimenziós Konvertereket küld az égből, azok Dimenziós Területet képezve. Sikeresen legyőzi az ellenséget a fiú, de a harc után ő is kiterül.
A 4. részben láthatjuk azt a jelenséget, mikor Rockman egy másik Navi lelkével egyesül. Ezt a jelenséget Soul Unison-nak vagy Lélek Harmóniának hívjuk.

## Epizódlista
| #       | Epizód címe | Első japán sugárzás  | Első magyar sugárzás |
| ------- | --- | -------------------- | -------------------- |
| 1 (1)   | Töltés indul! Puragu-in! Rokkuman (プラグイン!ロックマン; Hepburn: Puragu-in! Rokkuman)                                                | 2002. március 4.     |                      |
| 2 (2)   | Földalatti zűrzavar Csikatecu Daibószó! (地下鉄大暴走!; Hepburn: Chikatetsu Daibōsō!)                                                  | 2002. március 11.    |                      |
| 3 (3)   | Káosz és zűrzavar Sigunaru Panikku! (シグナルパニック!; Hepburn: Shigunaru Panikku!)                                                   | 2002. március 18.    |                      |
| 4 (4)   | Visszaszámlálás Miccu Kazoero!! (三つ数えろ!!; Hepburn: Mittsu Kazoero!!)                                                              | 2002. március 25.    |                      |
| 5 (5)   | Támadnak a robothalak Bószó Szakana no Csószen! (暴走魚の挑戦!; Hepburn: Bōsō Sakana no Chōsen!)                                       | 2002. április 1.     |                      |
| 6 (43)  | Jégtörők Reika no Nettó! (零下の熱闘!; Hepburn: Reika no Nettō!)                                                                       | 2002. április 8.     |                      |
| 7 (44)  | Behatolók Majonaka no Kettó! (真夜中の決闘!; Hepburn: Mayonaka no Kettō!)                                                              | 2002. április 15.    |                      |
| 8 (45)  | Forró hangulat Ribendzsi Faiaman! (リベンジ ファイアマン!; Hepburn: Ribenji Faiaman!)                                                  | 2002. április 22.    |                      |
| 9 (6)   | A jóga-harcos Kjófu no Joga Szensi! (恐怖のヨガ戦士!; Hepburn: Kyōfu no Yoga Senshi!)                                                  | 2002. április 29.    |                      |
| 10 (7)  | A bajnokság N1 (Enuvan) Guranpuri! (N1(エヌワン)グランプリ!; Hepburn: N1 (Enuwan) Guranpuri!)                                          | 2002. május 6.       |                      |
| 11 (8)  | A nagy csata Miezaru Teki! (見えざる敵!; Hepburn: Miezaru Teki!)                                                                       | 2002. május 13.      |                      |
| 12 (9)  | Ádáz küzdelmek Gekitocu! Pinku no Hibana! (激突! ピンクの火花!; Hepburn: Gekitotsu! Pinku no Hibana!)                                  | 2002. május 20.      |                      |
| 13 (10) | Ádáz küzdelmek 2. rész Sakunecu no Nettobatoru! (灼熱のネットバトル!; Hepburn: Shakunetsu no Nettobatoru!)                             | 2002. május 27.      |                      |
| 14 (11) | Utcai harcok Szutoríto Faito! (ストリートファイト!; Hepburn: Sutorīto Faito!)                                                          | 2002. június 3.      |                      |
| 15 (12) | A bővített program Tokkun! Puroguramu Adobanszu! (特訓! プログラムアドバンス!; Hepburn: Tokkun! Puroguramu Adobansu!)                  | 2002. június 17.     |                      |
| 16 (13) | Légy a magad ura! Kjói no Nettonabi! (驚異のネットナビ!; Hepburn: Kyōi no Nettonabi!)                                                  | 2002. június 24.     |                      |
| 17 (14) | A rejtélyes parancsnok Bífu Sirei no Sótai! (ビーフ司令の正体!; Hepburn: Bīfu Shirei no Shōtai!)                                       | 2002. július 1.      |                      |
| 18 (15) | Roll átváltozik An'jaku! Várudoszurí! (暗躍! ワールドスリー!; Hepburn: An'yaku! Wārudosurī!)                                           | 2002. július 8.      |                      |
| 19 (16) | Roll átváltozik 2. rész Szenricu! Akuma Csippu! (戦慄! 悪魔チップ!; Hepburn: Senritsu! Akuma Chippu!)                                  | 2002. július 15.     |                      |
| 20 (17) | Csapatmunka Jaito-csan no Kiki Ippacu! (やいとちゃん危機一髪!; Hepburn: Yaito-chan no Kiki Ippatsu!)                                   | 2002. július 22.     |                      |
| 21 (18) | Csapatmunka 2. rész Szaikjó Taggu BR Szenpú! (最強タッグBR旋風!; Hepburn: Saikyō Taggu BR Senpū!)                                      | 2002. július 29.     |                      |
| 22 (19) | Segítség, süllyedünk! Fainaru Batoru no Hate ni (ファイナルバトルのはてに; Hepburn: Fainaru Batoru no Hate ni)                         | 2002. augusztus 5.   |                      |
| 23 (20) | Feltámad a fáraó Hamecu no Ó Faraoman! (破滅の王ファラオマン!; Hepburn: Hametsu no Ō Faraoman!)                                        | 2002. augusztus 12.  |                      |
| 24 (21) | Megaman újjáépül Rokkuman Fukkacu Szakuszen! (ロックマン復活作戦!; Hepburn: Rokkuman Fukkatsu Sakusen!)                                | 2002. augusztus 19.  |                      |
| 25 (22) | Megaman életre kel Jomigaere! Rokkuman! (甦れ! ロックマン!; Hepburn: Yomigaere! Rokkuman!)                                             | 2002. augusztus 26.  |                      |
| 26 (-)  | - Kaiki! Júreiszen no Nazo! (怪奇! 幽霊船の謎!; Hepburn: Kaiki! Yūreisen no Nazo!)                                                     | 2002. szeptember 2.  |                      |
| 27 (-)  | - Aidoru ni Narimaszu! ( アイドルになります!; Hepburn: Aidoru ni Narimasu!)                                                            | 2002. szeptember 9.  |                      |
| 28 (23) | Megamant ellopják Nuszumareta Rokkuman! (盗まれたロックマン!; Hepburn: Nusumareta Rokkuman!)                                           | 2002. szeptember 16. |                      |
| 29 (24) | Harci hetes Dokuhebi Madamu no Vana! (毒ヘビマダムの罠!; Hepburn: Dokuhebi Madamu no Wana!)                                            | 2002. szeptember 23. |                      |
| 30 (46) | Ne húzz ujjat a mamával! Erekimama no Dengeki Szakuszen! (エレキママの電撃作戦!; Hepburn: Erekimama no Dengeki Sakusen!)               | 2002. szeptember 30. |                      |
| 31 (47) | A torkosság átka Kareinaru Karé Batoru! (華麗なるカレーバトル!; Hepburn: Kareinaru Karē Batoru!)                                       | 2002. október 7.     |                      |
| 32 (25) | Virtuális világ Netto Siti (ネットシティ; Hepburn: Netto Shiti)                                                                        | 2002. október 14.    |                      |
| 33 (26) | A vírusgyár Uiruszu Kódzsó o Buccubusze! (ウイルス工場をぶっ潰せ!; Hepburn: Uirusu Kōjō o Buttsubuse!)                                 | 2002. október 21.    |                      |
| 34 (27) | Pénzügyi pánik Densi Mané Daikonran! (電子マネー大混乱!; Hepburn: Denshi Manē Daikonran!)                                              | 2002. október 28.    |                      |
| 35 (28) | Pár lépés a katasztrófa Damu Kekkai Zero Bjómae! (ダム決壊0秒前!; Hepburn: Damu Kekkai Zero Byōmae!)                                   | 2002. november 4.    |                      |
| 36 (29) | A jégváros Denszan Siti Nankjokuka Keikaku! (デンサンシティ南極化計画!; Hepburn: Densan Shiti Nankyokuka Keikaku!)                     | 2002. november 11.   |                      |
| 37 (30) | Tűz és víz Akai Szenkó! (紅い閃光!; Hepburn: Akai Senkō!)                                                                              | 2002. november 18.   |                      |
| 38 (31) | Kő, papír, olló Hen ni Cujoizo! Kattoman Burazázu! (ヘンに強いぞ! カットマンブラザーズ!; Hepburn: Hen ni Tsuyoizo! Kattoman Burazāzu!) | 2002. november 25.   |                      |
| 39 (48) | Az ismeretlen bajnok Puripuri Purinszeszu! (ぷりぷりプリンセス!; Hepburn: Puripuri Purinsesu!)                                         | 2002. december 2.    |                      |
| 40 (49) | Sakk-matt Batottarunen! (ばとったるねん!; Hepburn: Batottarunen!)                                                                      | 2002. december 9.    |                      |
| 41 (50) | Macskajáték Meiken Rassu! (名犬ラッシュ!; Hepburn: Meiken Rasshu!)                                                                     | 2002. december 16.   |                      |
| 42 (32) | Az új főnök Tensoku Szaki va Goszuperu! (転職先はゴスペル!; Hepburn: Tenshoku Saki wa Gosuperu!)                                       | 2002. december 23.   |                      |
| 43 (-)  | - Boku o Jakjú ni Curetette! (僕を野球に連れてって!; Hepburn: Boku o Yakyū ni Tsuretette!)                                             | 2002. december 30.   |                      |
| 44 (34) | Az áruló lovag Uragiri no Naitoman! (裏切りのナイトマン!; Hepburn: Uragiri no Naitoman!)                                               | 2003. január 6.      |                      |
| 45 (35) | Holdutazás Ano Cuki e Ike! (あの月へ行け!; Hepburn: Ano Tsuki e Ike!)                                                                  | 2003. január 13.     |                      |
| 46 (36) | A hagyaték Vairí-hakasze no Iszan! (ワイリー博士の遺産!; Hepburn: Wairī-hakase no Isan!)                                               | 2003. január 20.     |                      |
| 47 (37) | A netjárgány verseny Netto Móbiru Guranpuri! (ネットモービルグランプリ!; Hepburn: Netto Mōbiru Guranpuri!)                             | 2003. január 27.     |                      |
| 48 (38) | A kiberszörny Dennó no Mamono! (電脳の魔物!; Hepburn: Dennō no Mamono!)                                                                | 2003. február 3.     |                      |
| 49 (39) | A titokzatos idegen Goszuperu (ゴスペル; Hepburn: Gosuperu)                                                                            | 2003. február 10.    |                      |
| 50 (40) | Ördögi terv Forute (フォルテ; Hepburn: Forute)                                                                                         | 2003. február 17.    |                      |
| 51 (41) | A vég kezdete Hókai no Toki! (崩壊の刻(とき)!; Hepburn: Hōkai no Toki!)                                                                | 2003. február 24.    |                      |
| 52 (-)  | - Ajanokódzsike no Himicu! (綾小路家の秘密!; Hepburn: Ayanokōjike no Himitsu!)                                                         | 2003. március 3.     |                      |
| 53 (51) | Szívek harca Bífu Sirei Bászaszu Netto-kun! (ビーフ司令VS熱斗くん!; Hepburn: Bīfu Shirei Bāsasu Netto-kun!)                            | 2003. március 10.    |                      |
| 54 (33) | A nudlifaló Csiszao ga Macsi ni Jattekita! (チサオが町にやってきた!; Hepburn: Chisao ga Machi ni Yattekita!)                           | 2003. március 17.    |                      |
| 55 (52) | A prototípus Burúszu no Nagai Icsinicsi (ブルースの長い一日; Hepburn: Burūsu no Nagai Ichinichi)                                       | 2003. március 24.    |                      |
| 56 (42) | A vírusirtók Uiruszu Baszutázu! (ウイルスバスターズ!; Hepburn: Uirusu Basutāzu!)                                                       | 2003. március 31.    |                      |